# Kaposkeresztúr
Kaposkeresztúr ist eine ungarische Gemeinde im Kreis Kaposvár im Komitat Somogy. Sie liegt ungefähr in der Mitte zwischen den Städten Dombóvár und Kaposvár.

## Sehenswürdigkeiten
- Römisch-katholische Kirche Magyarok Nagyasszonya